# Caroline Vedel
Caroline Leonora Vedel Larsen (født 18. marts 2000) er en dansk skuespiller, sangerinde og danserinde.

## Filmografi
- Hjørdis (2015)
- Den anden verden (2016)
- Mercur (2017)